# 이도진
이도진(1989년 9월 1일~)은 대한민국의 트로트 가수이다. 2010년 레드애플의 디지털 싱글앨범인 LEDApple을 통해 최초로 데뷔하였다.

## 앨범
- 2021.04.15. 싱글 《영텐입니다》마이진/채윤/강혜연/박민주/해수/안성훈/이도진/김중연/김태욱/남승민, 수록곡 〈영텐입니다〉영텐 (작사:제이티브이, 작곡:김정호, 편곡:방배동사람들, 장르:트로트, 발매사:오감엔터테인먼트, 기획사:JTV)

## 방송
- 2012년 : 내 생애 마지막 오디션 (KBS 2TV)
- 2020년 : 내일은 미스터트롯 (TV조선)

## 특이 사항
미스터트롯에서 김종찬의 원곡 노래인 〈토요일은 밤이 좋아〉라는 노래를 N.T.G.라는 아이돌부를 결성시켜서 락 트로트로 만들어 신선하게 리메이크하였다. N.T.G.에는 이도진 외에도 천명훈, 김중연, 추혁진, 최정훈, 윤성과 하나로 조합하였던 것이 있다. 그 외에도 외모는 김준수와 거의 흡사하다.

## 참여한 노래
- 사랑의 미로 (원곡 : 최진희, 본선 2차전 1:1 데스매치)
- 너무합니다 (원곡 : 김수희, 미스터트롯 100인 예선 출전곡)
- 번외 : 김호중의 〈나보다 더 사랑해요〉 노래를 별도로 리메이크함.

## 가족 관계
- 누나: 이선희 (1985년 ~ )